# نيوبيوم
النيوبيوم عنصر كيميائي رمزه Nb وعدده الذري 41؛ وينتمي إلى عناصر المستوى الفرعي d في الدورة الخامسة، ويقع في المرتبة الثانية ضمن عناصر المجموعة الخامسة في الجدول الدوري. ينتمي النيوبيوم كيميائياً إلى الفلزات الانتقالية. يوجد هذا العنصر في الشروط القياسية على هيئة فلز فضي رمادي قابل للطرق والسحب؛ ويمتاز بانه مرتفع الصلادة. لا يتأكسد النيوبيوم بأكسجين الهواء بشكل سريع، إنما بشكل بطيء جداً، لذلك يستخدم بديلاً عن النيكل في المجوهرات.
يعثر على النيوبيوم في القشرة الأرضية في بعض المعادن، مثل البيروكلور والكولومبيت. ينسب اكتشاف هذا العنصر إلى العالم تشارلز هاتشت، الذي أعلن في سنة 1801 عن اكتشافه لعنصر جديد شبيه بعنصر بالتانتالوم، وأطلق عليه اسم «كولومبيوم» بسبب وفرته في معدن الكولومبيت؛ ولكن في سنة 1809، وصل العالم وليام هايد ولاستون إلى نتيجة خاطئة مفادها أن الكولومبيوم والتانتالوم هما ذات العنصر وليسا متمايزان عن بعضهما البعض. بعد عدة عقود، أعلن العالم هاينريش روزه أن خامات التانتالوم تحوي دوماً على عنصر جديد مرافق، وأطلق عليه اسم «نيوبيوم»، وذلك نسبة إلى نيوبي ابنة تانتالوس حسب الأساطير الإغريقية. إلا أن سلسلة من المنشورات والدراسات العلمية بين سنتي 1864 و1865 أكدت أنه لا فرق بين النيوبيوم والكولومبيوم، ولا يزال الاسم الأخير مستخدماً في أمريكا الشمالية في بعض القطاعات، مع أن التسمية الرسمة المعتمدة عالمياً هي النيوبيوم، وذلك من سنة 1949.
لم يدخل النيوبيوم في تطبيقات عملية إلا في أوائل القرن العشرين، إذ يستخدم بشكل مهم في صناعة سبائك الفولاذ عالية المتانة. وتستخدم تلك سبائك النيوبيوم الحديدية في صناعة أنابيب نقل الغاز والمحركات الصاروخية والنفاثة. كما تستخدم سبائك النيوبيوم الفائقة في صناعة المواد ذات الموصلية الفائقة الداخلة في تطبيقات مهمة، مثل المغناطيس فائق الموصلية والتصوير بالرنين المغناطيسي.

## التاريخ وأصل التسمية

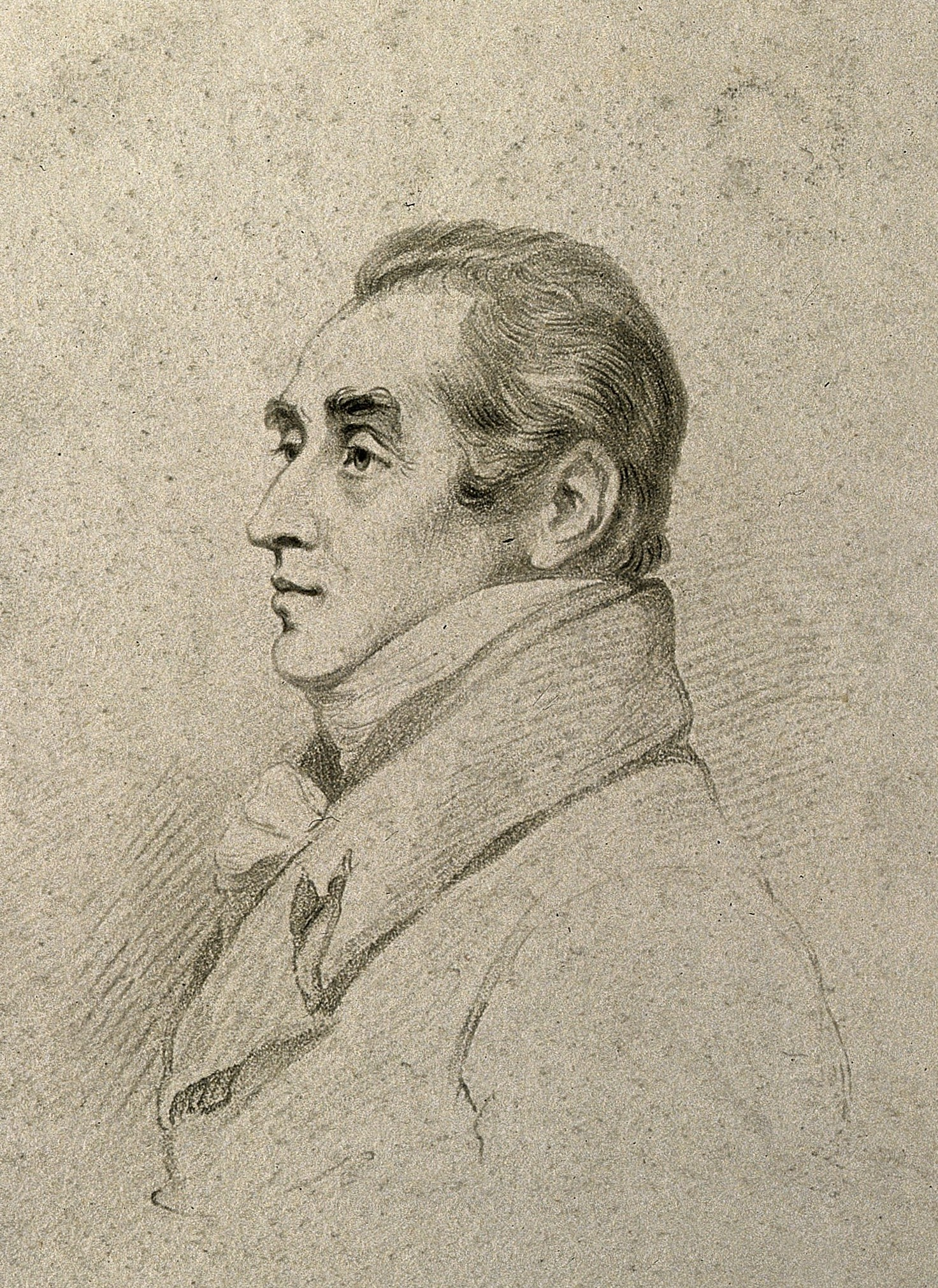
العالم تشارلز هاتشت كان أول من اكتشف هذا العنصر سنة 1801، وأسماه حينها الكولومبيوم.

كان العالم البريطاني تشارلز هاتشت  أول من اكتشف هذا العنصر في سنة 1801. كان هاتشيت يقوم بدراسة عينة من معدن، أرسلت إلى إنجلترا من ولاية كونيتيكت الأمريكية منذ سنة 1734، عندما أيقن أنه معدن جديد، وأطلق عليه اسم كولومبيت ، وعندما أجرى تحاليل على المعدن وجد أنه يحوي على عنصر جديد أطلق عليه اسم «كولومبيوم» ، نسبة إلى كولومبيا، إشارة ً إلى الولايات المتحدة. من المحتمل أن الكولومبيوم الذي اكتشفه هاتشيت لم يكن نقياً، إنما مشوباً بالتانتاليوم.
تلا اكتشاف هذا العنصر مرحلة من الالتباس، إذ ظهرت شكوك أن العنصر الجديد المكتشف (الكولومبيوم) ما هو إلا عنصر التانتالوم. ففي سنة 1809 قام العالم وليام هايد ولاستون  بمقارنة الأكاسيد المستحصلة من معدني الكولومبيت  (الكثافة 5.918 غ/سم3) مع التانتاليت  (الكثافة أعلى من 8 غ/سم3)، ورغم الاختلاف الواضح بالكثافة، إلا أنه وصل إلى نتيجة مفادها أن الأكسيدين متطابقين، وأنهما يعودان إلى ذات العنصر، وبذلك أبقى على تسمية التانتالوم وأبطل تسمية الكولومبيوم. إلا أن هذا الاستنتاج لم يلق قبولاً واسعاً من الوسط العلمي، فقد اعترض الكيميائي هاينريش روزه  في سنة 1846 عليها، محتجاً أن هناك عنصرين مختلفين في عينة التانتاليت، وأطلق على العنصر الجديد اسم «نيوبيوم»، وذلك نسبة إلى نيوبي  ابنة تانتالوس  حسب الأساطير الإغريقية.

لم يمكن روزه الوحيد الذي أوضح أن هناك فرق بين عنصري النيوبيوم والتانتالوم، إذ بينت الأبحاث اللاحقة التي قام بها عدد من العلماء بين سنتي 1864 و1866 وجود ذلك الفرق بشكل واضح وصريح لا لبس فيه؛ ومن بين هؤلاء العلماء كل من كريستيان فيلهلم بلومستراند ، وهنري إتيان سانت كلير ديفيل  وكذلك من لوي جوزيف تروست ، وجان شارل غاليسارد دي مارينياك. كان دي مارينياك أول من تمكن من عزل العنصر على شكل فلز في سنة 1864 من عملية اختزال كلوريد النيوبيوم بتسخينه في جو من غاز الهيدروجين. كما تمكن فيرنر فون بولتون  في سنة 1907 من تحضير عينات نقية جداً من النيوبيوم عن طريق اختزال سباعي فلورو النيوبات  بفلز الصوديوم.
لم يدخل عنصر النيوبيوم في التطبيقات العملية إلا في أوائل القرن العشرين، عندما استخدم في تركيب وشائع المصابيح المتوهجة ، وكان ذلك أول استخدام تجاري له. ولكن ذلك التطبيق لم يدم طويلاً، إذ حل التنجستن محله. ثم تبين أن دخول النيوبيوم في تركيب السبائك الحديدية يزيد بشكل كبير من الخواص الهندسية لها، ولا يزال هذا التطبيق سارياً. أما الخواص الموصلية الفائقة فقد اكتشفت في ستينات القرن العشرين في مختبرات بل أثناء الأبحاث على سبيكة النيوبيوم والقصدير.

### تسمية العنصر
كان اسم الكولومبيوم (بالرمز الكيميائي Cb) شائع الاستخدام في الولايات المتحدة إشارة إلى العنصر 41، وتاريخياً هو الاسم الأول لهذا العنصر، وأطلق عليه هاتشيت تلك التسمية نسبة إلى معدن الكولومبيت، والذي بدوره ينسب إلى كولومبيا، الاسم التاريخي للولايات المتحدة. بقي اسم الكولومبيوم مستخدماً في المنشورات العلمية الأمريكية في النصف الأول من القرن العشرين، ويعود آخر منشور علمي من الجمعية الكيميائية الأمريكية  بتسمية هذا العنصر بالكولومبيوم في العنوان إلى سنة 1953.
بالمقابل، كان اسم النيوبيوم هو الشائع في أوروبا منذ أواسط القرن التاسع عشر؛ ولذلك وللحد من التشويش في تسمية هذا العنصر، اختيرت تسمية النيوبيوم رسمياً في في المؤتمر الخامس عشر للرابطة الكيميائية  في أمستردام سنة 1949. وفي السنة التالية، اعتمدت تسمية النيوبيوم رسمياً من الاتحاد الدولي للكيمياء البحتة والتطبيقية (أيوباك )، وذلك بعد مرور 100 سنة على اكتشاف هذا العنصر. بالرغم من ذلك، لا تزال بعض المنظمات والجمعيات الأمريكية، وخاصة العاملة في مجال التعدين، تستخدم تسمية الكولومبيوم غير الرسمية.

## الوفرة الطبيعية

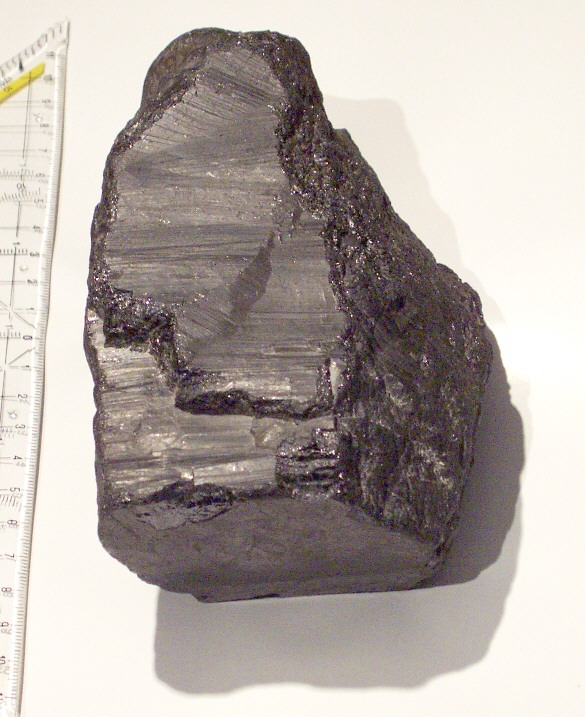
عينة كولومبيت من مدغشقر

تبلغ الوفرة الطبيعية للنيوبيوم في القشرة الأرضية وسطياً مقدار 20 جزء في المليون ، وبذلك يأتي ترتيبه في المرتبة الثالثة والثلاثين من حيث الوفرة الطبيعية للعناصر الكيميائية في القشرة الأرضية. من المحتمل أن يكون التركيز في باطن الأرض أكبر من تركيزه في القشرة الأرضية، ويعود ذلك بسبب الكثافة الكبيرة لهذا العنصر.
لا يعثر على هذا العنصر بشكله العنصري الحر في الطبيعة، ولكنه يرتبط مع عدد العناصر في عدد من المعادن. عادة ما يترافق التانتالوم والنيوبيوم في الخامات، ويعود ذلك إلى تقارب نصف القطر الأيوني. من أشهر الأمثلة على معادن النيوبيوم كل من الكولومبيت  والكولتان  (المعروف أيضاً باسم كولومبيت-تانتاليت . بالإضافة إلى عنصري النيوبيوم والتانتالوم يحوي خام الكولتان بشكل شائع على تركيز مرتفع من الحديد، والذي يطغى على عناصر أخرى مكونة مثل المنغنيز.) توجد خامات النيوبيوم في العادة على هيئة معادن مرافقة ثانوية  في متدخلات البيغماتيت ، وفي الصخور المتدخلة القلوية . وبشكل أقل شيوعاً يمكن العثور أيضاً على خامات النيوبات  لعدد من العناصر مثل الكالسيوم واليورانيوم والثوريوم وكذلك العناصر الأرضية النادرة، ومن تلك المعادن كل من السامارسكيت  والبيروكلور ، واليوكسينيت . من الممكن أن يعثر على توضعات رسوبية كبيرة من النيوبيوم بشكل مترافق في صخور الكربوناتيت ، وهي صخور نارية  مكونة من معادن الكربونات والسيليكات، وكذلك في صخور البيروكلور.

## الاستخراج

المنتجون العالميون من النيوبيوم

يوجد اثنان من ثلاثة أكبر مناجم حاوية على التوضعات الترسبية من خامات البيركلور في البرازيل، والثالث في كندا، وجميعها قد اكتشفت في خمسينيات القرن العشرين. يعد هذان البلدان المنتجان الأكبر من الخامات المعدنية للنيوبيوم. يعثر على الخامات الموجودة في البرازيل عادة ضمن تكوينات صخور الكربوناتيت المتدخلة في ولايتي ميناس جرايس  وغوياس ؛ وينتج هذان المنجمان في البرازيل ما يقارب 88% من الإنتاج العالمي من هذا الفلز. يوجد في البرازيل أيضاً توضعات رسوبية غير مستثمرة من النيوبيوم في ولايتي الأمازون  ورورايما . أما في كندا فيقع المنجم في ولاية كيبك؛ وينتج قرابة 7-10% من الإنتاج العالمي من هذا العنصر. توجد خامات النيوبيوم أيضاً بشكل أقل تركيزاً في روسيا وجمهورية الكونغو الديمقراطية. يبين الجدول الإنتاج العالمي من النيوبيوم في سنتي 2019 و2020:
| البلد            | 2019                | 2020   | الاحتياطي        |
| ---------------- | ------------------- | ------ | ---------------- |
|                  | (بالأطنان من Nb2O5) |        |                  |
| البرازيل         | 127.220             | 85.572 | 16.000.000       |
| بوروندي          | 5                   | 5      | غير معروف (غ.م.) |
| الصين            | 20                  | 30     | (غ.م.)           |
| كندا             | 6.800               | 6.400  | 1.600.000        |
| جمهورية الكونغو  | 433                 | 565    | (غ.م.)           |
| إثيوبيا          | 14                  | 11     | (غ.م.)           |
| موزمبيق          | 11                  | 17     | (غ.م.)           |
| نيجيريا          | 170                 | 80     | (غ.م.)           |
| روسيا            | 659                 | 617    | (غ.م.)           |
| رواندا           | 205                 | 260    | (غ.م.)           |
| أوغندا           | 2                   | 52     | (غ.م.)           |
| الولايات المتحدة |                     |        | 170.000          |
| الإجمالي         | 135.539             | 93.509 | (غ.م.).          |

تمتلك شركة CBMM  البرازيلية المنجم في ولاية ميناس جرايس؛ في حين أن المنجم في ولاية غوياس البرازيلية ممتلك من مجموعة سموك المحدودة  الصينية. وفق هيئة المسح الجيولوجي الأمريكية  فقد ازداد الإنتاج العالمي من النيوبيوم بين سنتي 2005 و 2006 من 38,700 طن إلى 44,500 طن. وقبل ذلك فقد لوحظ تضاعف الإنتاج العالمي من هذا الفلز خلال العقد بين سنتي 1995 و2005. تقدر الاحتياطات العالمية من النيوبيوم بحوالي 4.4 مليون طن.

## الإنتاج
توجد خامات النيوبيوم عادة على هيئة أكاسيد مختلطة  من خماسي أكسيد النيوبيوم Nb2O5 مع خماسي أكسيد التانتالوم Ta2O5. بعد إجراء عملية الفصل عن المعادن الأخرى، تعالج الأكاسيد بحمض الهيدروفلوريك عند درجات حرارة بين 50-80°س:
{\displaystyle {\ce {Ta2O5 + 14 HF -> 2 H2[TaF7] + 5 H2O}}}
{\displaystyle {\ce {Nb2O5 + 10 HF -> 2 H2[NbOF5] + 3 H2O}}}
إذ هناك تفاوت في انحلالية المعقدات الفلورية للنيوبيوم والتانتالوم  في الماء، إذ يبقى المعقد الفلوري للنيوبيوم منحلاً، في حين يترسب المعقد الفلوري للتانتالوم؛ وتلك الخاصة كان قد اكتشفها العالم دي مارينياك في القرن التاسع عشر. عند معالجة الخامات بالفحم وغاز الكلور عند درجات حرارة مرتفعة، يمكن حينها استخدام تقنية التقطير بالتجزئة  لفصل كلوريدات التانتالوم والنيوبيوم.
توجد حالياً عمليات صناعية حديثة لإجراء عملية الفصل باستخدام خاصية الاستخلاص السائل  للفلوريدات من المحلول المائي باستخدام مذيبات عضوية مثل ميثيل إيزوبوتيل الكيتون أو
حلقي الهكسانون ؛ ثم تستخلص فلوريدات النيوبيوم والتانتالوم المعقدة بشكل منفصل عن المذيب العضوي بالماء، ثم ترسب  بإضافة فلوريد البوتاسيوم أو الأمونيا:
{\displaystyle {\ce {H2[NbOF5] + 2 KF -> K2[NbOF5](v) + 2 HF}}}
{\displaystyle {\ce {2 H2[NbOF5] + 10 NH4OH -> Nb2O5(v) + 10 NH4F + 7 H2O}}}
وبذلك يستحصل على خماسي أكسيد النيوبيوم النقي، وتتوفر عدة طرائق من أجل اختزال الأكسيد والحصول على فلز النيوبيوم الحر. منها إجراء تحليل كهربائي  لخليط من مصهور ملحي من K2[NbOF5] مع كلوريد الصوديوم؛ أو بإجراء اختزال المعقد الفلوريدي بفلز الصوديوم. بأسلوب آخر يمكن استحصال النيوبيوم الفلزي بالاختزال بغاز الهيدروجين. أو باستخدام تفاعل الألومنيوم الحراري :
{\displaystyle {\ce {3 Nb2O5 + Fe2O3 + 12 Al -> 6 Nb + 2 Fe + 6 Al2O3}}}
تضاف كميات ضئيلة من المؤكسدات مثل نترات الصوديوم إلى الوسط من أجل تحسين كفاءة التفاعل. يستحصل في النهاية على أكسيد الألومنيوم وعلى سبيكة فرونيوبيوم ، وهي سبيكة حديدية من الحديد والنيوبيوم، وتستخدم في إنتاج الفولاذ، وتحوي وسطياً على نسبة من النيوبيوم تتراوح بين 60-70%. ولكن من أجل استخدام سبيكة النيوبيوم الحديدية في تطبيقات موصلية فائقة، ينبغي إجراء عمليات تنقية لاحقة، والتي تجرى مثلاً باستخدام تقنية الصهر بالحزمة الإلكترونية  تحت التفريغ.

## النظائر
يتكون النيوبيوم الموجود في الطبيعة من نظير مستقر وحيد: نيوبيوم-93 93Nb. ولكن يوجد لهذا العنصر العديد من النظائر المشعة المصطنعة، ويبلغ عددها 32، وتتراوح أعدادها الكتلية بين 81 - 113. أكثر تلك النظائر المشعة استقراراً هو النظير نيوبيوم-92 92Nb، إذ يبلغ عمر النصف لديه مقدار 34.7 مليون سنة؛ أما أقصرها عمراً فهو النظير نيوبيوم-113 113Nb، بعمر نصف مقداره 30 ميلي ثانية.
تضمحل نظائر النيوبيوم المشعة ذات أعداد الكتلة الأقل 93 وفق انبعاث البوزيترون ؛ أما نظائر النيوبيوم المشعة ذات أعداد الكتلة الأكبر من 93 فإنها تضمحل بانبعاث الإلكترونات  وفق اضمحلال بيتا ، مع وجود بعض الاستثناءات. للنيوبيوم أيضاً عدد معتبر من المصاوغات النووية ، وتتراوح أعدادها الكتلية بين 84 - 104، وهي متوفرة لجميع النظائر في هذا المجال، ما عدا 96Nb و101Nb و103Nb.

## الخواص الفيزيائية

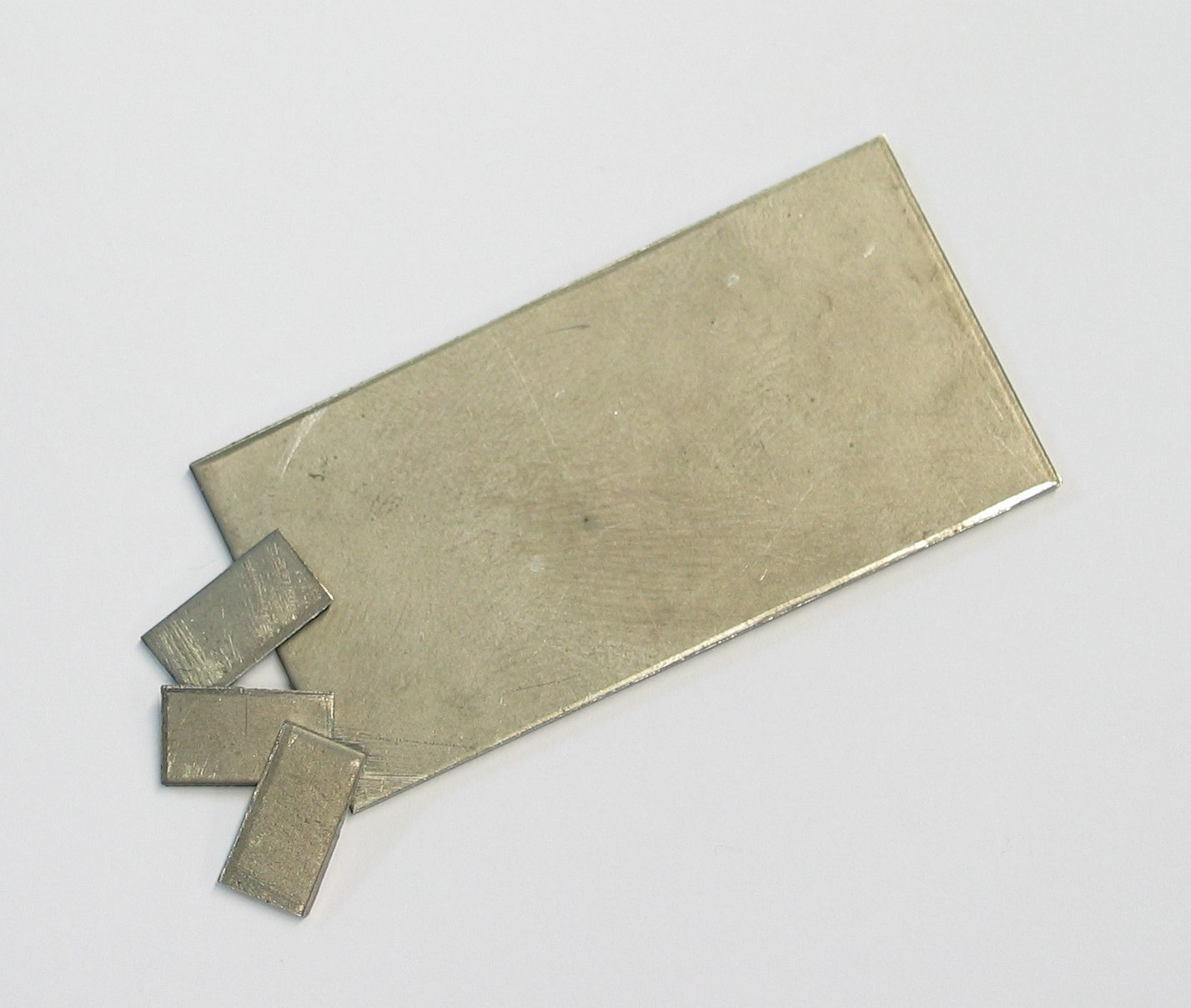
صفيحة من النيوبيوم

النيوبيوم في الظروف القياسية من الضغط ودرجة الحرارة فلز ثقيل رمادي برّاق وقابل للسحب والطرق ، ويكون طرياً نسبياً عندما يكون مرتفع النقاوة، ولكن وجود الشوائب تجعل منه أكثر صلادة. يقع النيوبيوم في الجدول الدوري ضمن عناصر المجموعة الخامسة، وله توزيع إلكتروني  غير نمطي على الشكل 2, 8, 18, 12, 1. على الرغم من أن البنية البلورية  للنيوبيوم تتبع نظاماً بلورياً مكعباً مركزي الجسم ، وذلك في مجال من درجات الحرارة من الصفر المطلق  إلى نقطة الانصهار؛ إلا أن الدراسات والقياسات مرتفعة الاستبانة  للتمدد الحراري  على طول المحاور البلورية  الثلاثة كانت قد بينت وجود تباين في الخواص  بشكل غير متسق مع الخواص المثالية للبنية البلورية المكعبة.
لفلز النيوبيوم خواص مغناطيسية مسايرة ، ويصبح النيوبيوم موصلاً فائقاً عند درجات حرارة منخفضة جداً . للنيوبيوم عند الضغط الجوي أعلى قيمة لدرجة الحرارة الحرجة  من بين العناصر فائقة الموصلية، وذلك عند 9.2 كلفن. يتميز النيوبيوم بأن لديه أعلى قيمة في عمق الاختراق المغناطيسي  لأي عنصر كيميائي. بالإضافة إلى ذلك، فهو واحد من ثلاثة موصلات فائقة من النوع الثاني ، إلى جانب الفاناديوم والتكنيشيوم. تتعلق الخواص المغناطيسية للنيوبيوم عموماً بدرجة نقاوة الفلز. للنيوبيوم مقطع التقاط نيوتروني  منخفض للنيوترونات الحرارية  (مرتفعة الطاقة)؛ لذلك يصلح في مجال الاستخدام في مجال الطاقة النووية عندما تكون المواد غير المتأثرة بالنيوترونات مرغوبة.

## الخواص الكيميائية
يظهر على سطح الفلز أثر مزرق  عند التعرض لأكسجين الهواء عند درجة حرارة الغرفة لفترات طويلة.
على الرعم من ارتفاع نقطة انصهار العنصر (2468 °س)، إلا أنه أقل كثافة من باقي الفلزات الحرارية. بالإضافة إلى ذلك، فإن النيوبيوم مقاوم للتآكل .
بالمقارنة مع الزكرونيوم، العنصر المجاور السابق له في الجدول الدوري، فإن النيوبيوم أقل كهرجابية  منه. من جهة أخرى، فإن حجم ذرة النيوبيوم مقارب بشكل كبير لعنصر التانتالوم، العنصر الأسفل منه في الجدول الدوري، رغم أن الأخير أثقل منه، ويعود السبب في تقارب الحجم إلى الانكماش اللانثانيدي ؛ وهذا يفسر بدوره التقارب الكبير في الخواص الكيميائية لهذين العنصرين.
يتفاعل النيوبيوم مع أغلب اللافلزات، وذلك مع الفلور عند درجة حرارة الغرفة؛ ومع الكلور عند درجة حرارة مقدارها 150 °س؛ ومع الهيدروجين عند درجة حرارة مقدارها 200 °س؛ ومع النتروجين عند درجة حرارة مقدارها 400 °س؛ منتجاً بذلك نواتج تفاعل بينية  غير متكافئة .
يبدأ النيوبيوم بالتأكسد بالهواء عند درجات حرارة تتجاوز 200 °س. وهو يقاوم تأثير أغلب الأحماض المعدنية المعروفة، ما عدا حمض الكبريتيك المركز، وحمض الهيدروفلوريك؛ من جهة أخرى، فإن المحاليل القلوية المركزة الساخنة قادرة على مهاجمة هذا الفلز والتفاعل معه، إذ تتشكل أنواع كيميائية من بولي أوكسونيوبات  المنحلة.

### المركبات الكيميائية
للنيوبيوم نظرياً القدرة على تبني عدة حالات أكسدة  من +5 إلى −1؛ إلا أن درجة الأكسدة +5 هي الأكثر شيوعاً واستقراراً في مركبات النيوبيوم الكيميائية. تتميز العديد من المركبات الكيميائية للنيوبيوم في حالات أكسدة أقل من 5+ بوجود الرابطة الكيميائية Nb–Nb. في المحلول المائي يبدي أيون النيوبيوم حالة الأكسدة المستقرة 5+، ولكن من السهل تعرضه للإماهة .
إن الشكل الأكثر استقراراً من أكاسيد النيوبيوم هو أكسيد النيوبيوم الخماسي (خماسي أكسيد النيوبيوم) Nb2O5؛ ولكن توجد أكاسيد بحالات أكسدة أخرى، مثل أكسيد النيوبيوم الرباعي NbO2، وأكسيد النيوبيوم الثنائي NbO النادر. أكثر تلك الأكاسيد شيوعاً هو أكسيد النيوبيوم الخماسي، والمستخدم مركباً طليعياً بادئاً  من أجل الحصول على أغلب مركبات النيوبيوم الكيميائية. ويمكن تغطية المواد بغشاء رقيق  من أكسيد النيوبيوم الخماسي بواسطة عمليات ترسيب كيميائي للبخار  أو ترسيب الطبقة الذرية  الحاصلة من التفكك الحراري لمركب إيثوكسيد النيوبيوم  فوق 350 °س. يستحصل على النيوبات  من إذابة وحل خماسي الأكسيد في محلول قلوي، أو بصهره في أكسيد فلز قلوي. من الأمثلة على هذه المركبات كل من نيوبات الليثيوم LiNbO3، والذي تتبنى بنيته البلورية شكل مشابه لبنية البيروفسكيت؛ وكذلك مركب نيوبات اللانثانوم  LaNbO4، والذي يحوي على أيونات 3−NbO4.

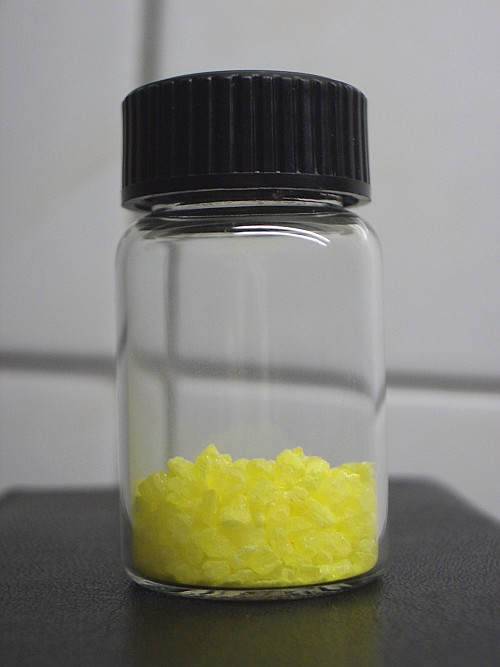
عينة من خماسي كلوريد النيوبيوم

من مركبات النيوبيوم الثنائية  المعروفة كل من الكبريتيد NbS2؛ والكربيد NbC، وهي مادة خزفية حرارية، وتستخدم في مجال القطع ، وكذلك النتريد NbN، والذي يتميز بخواص موصلية فائقة عند درجات حرارة منخفضة، ويستخدم في مكاشيف الأشعة تحت الحمراء.
يشكل النيوبيوم الهاليدات غالباً في حالات الأكسدة +5 و+4؛ بالإضافة إلى عدد متنوع من المركبات غير المتكافئة . لمركبات خماسي هاليد النيوبيوم NbX5 بنية ثمانية السطوح ، وجميعها مركبات معروفة من خماسي الفلوريد NbF5 الأبيض، وخماسي الكلوريد NbCl5 الأصفر، ومن السهل أن يتحلمه هذان المركبان إلى مركبات الأكاسيد والأوكسي هاليدات  مثل NbOCl3. يستخدم مركب خماسي الكلوريد في تحضير المركبات العضوية الفلزية  مثل ثنائي كلوريد النيوبوسين . تكون مركبات رباعي هاليد النيوبيوم NbX4 على هيئة بوليميرات داكنة حاوية على روابط Nb-Nb، مثل رباعي الفلوريد NbF4، ورباعي الكلوريد NbCl4. يستطيع النبيوبيوم تشكيل هاليدات متعددة الذرات بشكل غير متكافئ، وهذه الأنيونات من أحماض لويس، ومن الأمثلة عليها المعقدات الفلورية المستخدمة في فصل النيوبيوم عن التانتالوم أثناء استخراج الخامات.

## الاستخدامات
إن الاستخدام الأساسي للنيوبيوم هو دخوله في تركيب سبائك الفولاذ؛ وكان ذلك التطبيق قد استهلك ما يقارب 90% من الكمية المستخرجة من هذا الفلز (44.5 ألف طن) في سنة 2006؛ يلي ذلك استخدام النيوبيوم في تركيب السبائك الفائقة .

### السبائك الفولاذية
يستخدم النيوبيوم في تركيب سبائك الفولاذ لأغراض خاصة، ويكون فيها على شكل مركبات مثل الكربيد والنتريد، وتساهم هذه المركبات في تحسين المتانة وتؤخر أثناء التشكيل عمليات إعادة البلورة  والتصليب بالترسيب ، مما يؤدي إلى تحسين المتانة  والمقاومة وسهولة التشكيل  وقابلية اللحام . تكون كميات النيوبيوم المستخدمة لهذا الغرض ضئيلة، ففي الفولاذ المقاوم للصدأ  تكون بمقدار أقل من 0.1%؛ وعلى الرغم من انخفاض نسبة التركيب، إلا أن لهذه الإضافة أثر كبير في أداء فولاذ مرتفع المتانة منخفض التسبيك  المستخدم بشكل واسع في صناعة السيارات، كما تستخدم السبائك الفولاذية الحاوية على النيوبيوم في بناء خطوط الأنابيب.

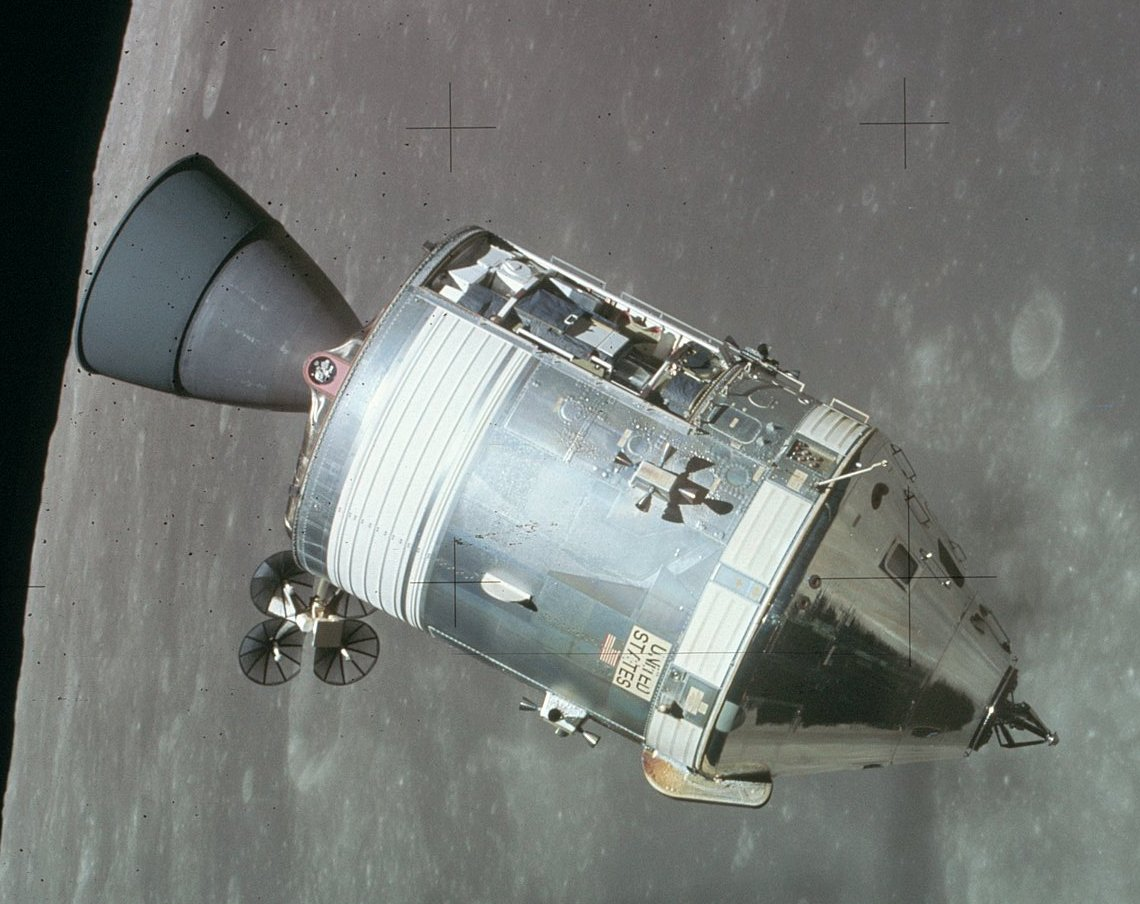
مركبة القيادة ووحدة الخدمة في أبولو 15 كانت مصنوعة من سبيكة النيوبيوم والتيتانيوم.

### السبائك الفائقة

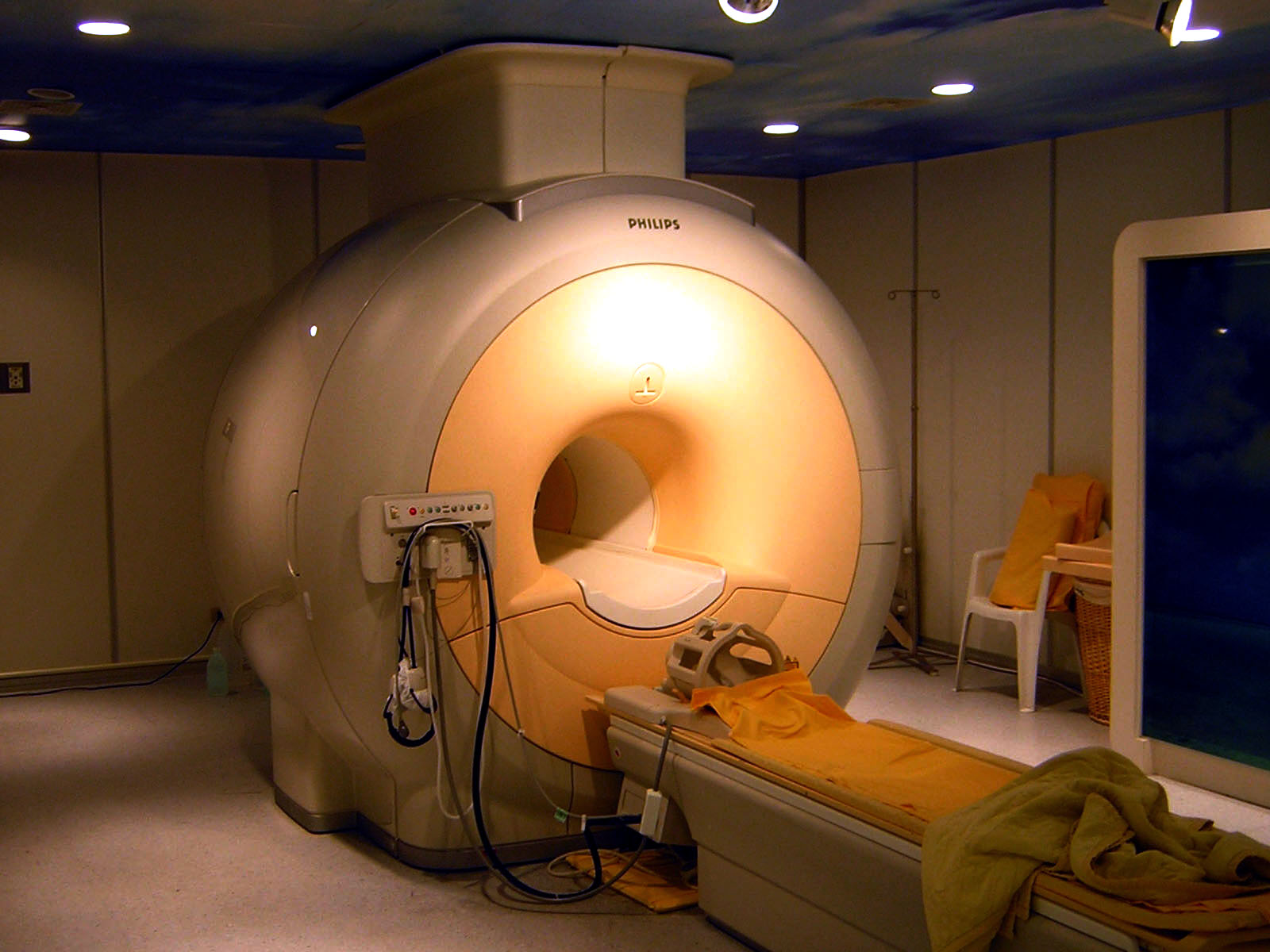
يستخدم النيوبيوم في تركيب مغانط أجهزة التصوير بالرنين المغناطيسي.

يدخل النيوبيوم في تصنيع السبائك الفائقة بكميات نسبتها إلى 6.5% من تركيب السبيكة، إذ يسبك فيها مع النيكل والكوبالت والحديد، مما يؤدي إلى تحسين متانتها. وتستخدم هذه السبائك الفائقة في تصنيع مكونات المحرك النفّاث والعنفات الغازية (التوربينات)، وفي صناعة مركبات الفضاء؛ ومن الأمثلة عليها سبيكة النيوبيوم والتيتانيوم؛ وكذلك سبيكة إنكونيل  ذات الرقم 718، والتي تكون فيها نسبة النيوبيوم بمقدار 5%.
ومن الأمثلة الأخرى على سبائك النيوبيوم سبيكة سي-103  المكونة بشكل رئيسي من النيوبيوم (89%) بالإضافة إلى الهافنيوم (10%) والتيتانيوم (1%) المستخدمة في صناعة مكونات المركبات الفضائية، وأنظمة الأسلحة فرط الصوتية .

### المغانط فائقة الموصلية
يستخدم عدد من سبائك النيوبيوم، المتميزة بكونها من الموصلات الفائقة من النوع الثاني مثل سبيكة النيوبيوم والجرمانيوم (Nb3Ge) وسبيكة النيوبيوم والقصدير (Nb3Sn) بالإضافة إلى سبيكة النيوبيوم والتيتانيوم، في تركيب المغانط فائقة الموصلية. تستخدم تلك المغانط في تطبيقات مهمة، مثل أجهزة التصوير بالرنين المغناطيسي  والرنين المغناطيسي النووي  ومسرّعات الجسيمات .

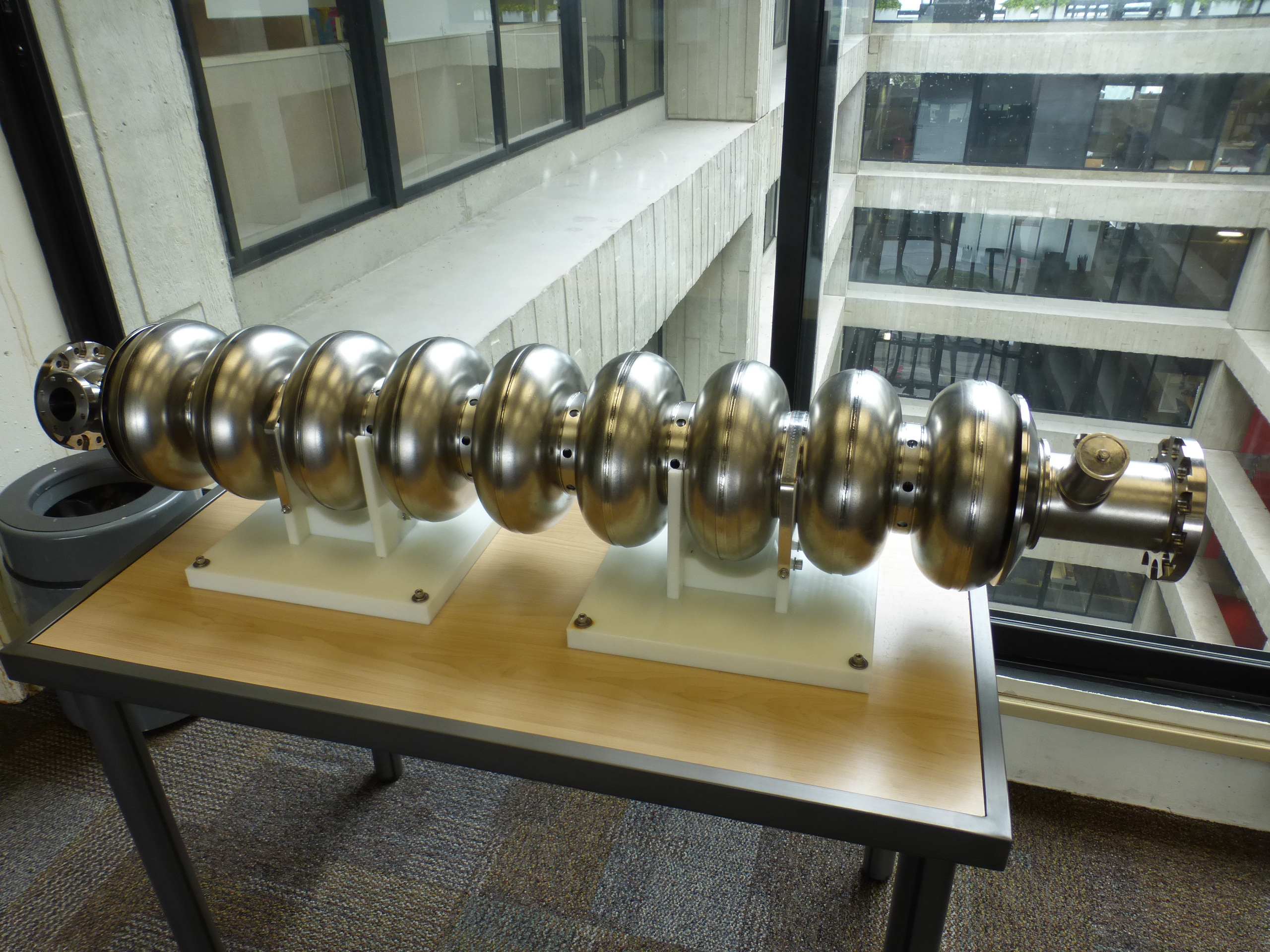
رنان مصنوع من النيوبيوم لأجهزة تردد الراديو فائق الموصلية في شركة فيرميلاب.

يدخل النيوبيوم في تركيب مكونات أجهزة تردد الراديو فائق الموصلية  المستخدمة في ليزر الإلكترون الحر  وفي الرنان التجويفي . تستخدم تلك الرنانات التجويفية في تركيب المسرعات الخطية  للمصادم الخطي الدولي ؛ وفي مركز المسرع الخطي ستانفورد ؛ وفي مختبرات فيرميلاب .

### تطبيقات مختلفة
تستغل الحساسية المرتفعة لمركب نتريد النيوبيوم فائق الموصلية في تركيب مقاييس الإشعاع الحراري ، والتي تعد مكاشيف مثالية للموجات الكهرومغناطيسية في مجال ترددات من تيرا هرتز . جربت هذه المكاشيف في عدد من التجهيزات العلمية الفضائية، مثل مقراب هاينريش هرتز دون الميليمتري  ومرصد القطب الجنوبي  ومستكشف أتاكاما  ومرصد هيرشل الفضائي . كما يدخل النيوبيوم في تركيب الأسلاك مرتفعة الجهد في مستقبلات ومكاشيف جسيمات المنبعثة من هالة الشمس في مسبار باركر الشمسي .
يعد مركب نيوبات الليثيوم من المواد الكهربائية الحديدية  المستخدمة بشكل واسع في أجهزة الهواتف المحمولة وفي المضمنات البصرية  وفي أجهزة الموجات الصوتية السطحية . للمركب بنية البيروفسكيت من النمط ABO3 بشكل مشابه لمركبي تانتالات الليثيوم  وتيتانات الباريوم. يمكن أن تستخدم مكثفات النيوبيوم  الكهرلية  بدائلاً عن مكثفات التانتالوم .
نظراً لعدم وجود فعالية حيوية للنيوبيوم، لذا يمكن أن يستخدم هذا الفلز وبعض سبائكه في صناعة بدائل الأطراف الاصطناعية  وزراعة العظام ، وكذلك في تركيب بطاريات منظم ضربات القلب. يعالج النيوبيوم مع هيدروكسيد الصوديوم من أجل تشكيل طبقة مسامية تساعد على التحام العظم .

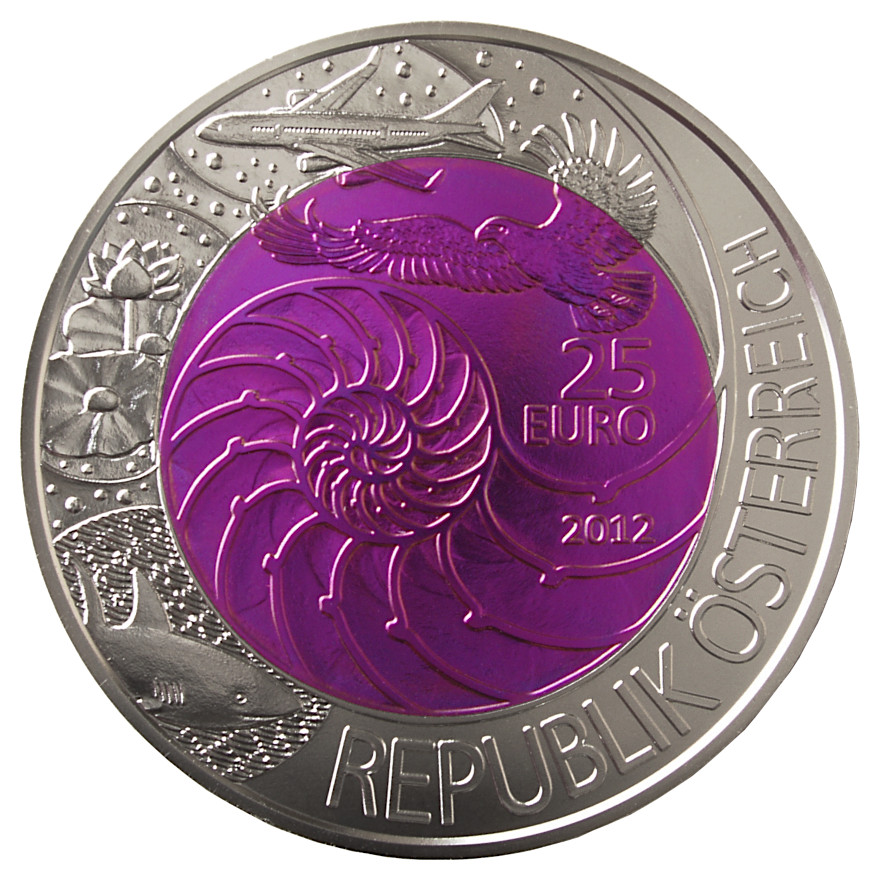
قطعة نقدية مكونة من النيوبيوم والفضة بقيمة 25 يورو بإصدار خاص من النمسا

مثلما هو الحال مع عدد آخر من الفلزات مثل التيتانيوم والتانتالوم والألومنيوم، يمكن أن يستخدم النيوبيوم في مجال صناعة المجوهرات، إذ يسخن ويخضع إلى أنودة فعالة  من أجل الحصول على طيف واسع من الألوان المقزحة ، وتلك خاصة مميزة للنيوبيوم لأنه ضعيف الإثارة للحساسية . وفي مجال علم العملات  يعد النيوبيوم من الفلزات النفيسة في سك النقود التذكارية ، وعادة مع الذهب أو الفضة. فعلى سبيل المثال، أطلقت النمسا إصداراً خاصاً لسلسلة من نقود اليورو المعدنية انطلاقاً من سنة 2003، ويستحصل اللون فيها من حيود  الضوء بسبب طبقة أكسيدية مؤنودة رقيقة . ومن الأمثلة على تلك النقود، الإصدار في سنة 2004 لنقد بقيمة 25 يورو تخليداً للذكرى المئة والخمسين لتدشين سكة حديد سيمرنغ .
يستخدم النيوبيوم في تركيب سادات إحكام أنابيب التفريغ القوسي  لمصابيح بخار الصوديوم  مرتفعة الضغط، وأحياناً بوجود نسبة ضئيلة (1%) من الزركونيوم؛ إذ للنيوبيوم قيمة معامل تمدد حراري  مقاربة جداً لقيمة معامل التمدد الحراري للخزف المصلد حرارياً من الألومينا المصلد حرارياً ، وهي مادة شفافة مصممة من أجل مقاومة الأثر الكيماوي للصوديوم السائل الحار ولبخاره داخل المصباح. كما يستخدم النيوبيوم في تصنيع قضبان اللحام القوسي  لأنواع خاصة من الفولاذ المقاوم للصدأ؛ بالإضافة إلى استخدامه في مجال أنظمة الحماية المهبطية  للخزانات المطلية بالبلاتين.

## المخاطر
لا يعرف للنيوبيوم أي دور حيوي، ولا يؤدي التماس المباشر للجلد مع هذا الفلز إلى إثارة الحساسية، لذلك يستخدم في صناعة المجوهرات، ويدخل في التطبيقات الطبية.
أما بالنسبة لمركبات النيوبيوم، مثل النيوبات أو خماسي الكلوريد، فيؤدي التعرض سواء القصير أو طويل الأمد كما بينت الدراسات على الجرذان إلى آثار عكسية؛ إذ قدرت الجرعة المميتة الوسطية  في مجال بين 10 و 100 مغ/كغ. أما بالنسبة للإعطاء الفموي  فكانت التأثير أقل سميةً.